# 黄绒毛兰
黄绒毛兰（学名：Eria tomentosa）为兰科毛兰属下的一个种。

## 扩展阅读
- 維基物種上的相關：黄绒毛兰